# Barnprostitution
Barnprostitution är prostitution med minderåriga inblandade, en form av barnarbete och sexuellt utnyttjande av barn. FN:s barnkonvention från 1989/1990 förtydligar önskvärt skydd för barn, vilket inkluderar skydd för barns rättigheter och skydd mot skadligt arbete. Barn brukar i detta sammanhang antingen definieras som en minderårig person, alternativ en person under sexuell myndighetsålder. I många länder används 18 år som gräns mellan barnprostitution och annan prostitution/annat sexarbete.
Barnprostitution är ofta kopplad till människohandel för sexuella ändamål, där ett barn kidnappas eller manipuleras till att bli del av sexbranschen. Det kan också ske via en typ av "överlevnadssex", där ett barn ser sig tvingat att sälja sexuella tjänster för att kunna få mat eller husrum. Ofta kan barnprostitution arrangeras i produktion av barnpornografi. "Barnsexturism" är en gren av sexturismen, det vill säga personers resande till andra länder för att få tillgång till sexuella tjänster.
Viss forskning antyder att så många som tio miljoner minderåriga globalt kan vara inblandade i barnprostitution. Praktiken är utbredd i Sydamerika och Asien, men den förekommer även i andra världsdelar. De flesta barnen som är inblandade i barnprostitution är flickor.
I princip alla FN:s medlemsstater har förbundit sig att förbjuda barnprostitution, antingen under Barnkonventionen (1989/1990) eller det senare tillägget "Optional Protocol to the Convention on the Rights of the Child on the sale of children, child prostitution and child pornography" (2000). Olika kampanjer och organisationer har skapats i syfte att arbeta mot och avskaffa barnprostitution som fenomen.

## Definitioner
Flera olika definitioner på prostitution av barn har lagts fram. Förenta nationerna definierar det som "användning av ett barn i sexuella handlingar mot betalning eller någon annan form av ersättning". I FN:s "Optional Protocol" (tillägg till Barnkonventionen) beskrivs det i artikel 2 som "the use of a child in sexual activities for remuneration or any other form of consideration" ('användandet av ett barn i sexuella aktiviteter mot ersättning eller någon annan form av vederlag'). Båda definitionerna trycker på att barnet är ett offer för utnyttjande, även om samtycke från barnet föreligger. ILO beskrev den i sin "Konventionen om förbud mot och omedelbara åtgärder för att avskaffa de värsta formerna av barnarbete" (1999) som "use, procuring or offering of a child for prostitution" ('användande, anskaffande eller erbjudande av ett barn för prostitution".
Barnprostitution beskrivs ibland inom det vidare konceptet sexuellt utnyttjande av barn, där barnäktenskap och människohandel av barn för sexuella ändamål är andra uttryck. Det är även en form av barnarbete, det vill säga utnyttjandet av minderåriga för kommersiella ändamål. I bland annat Thailand är många sexarbetare migranter från det fattiga norr till Bangkok och andra städer i söder, vilka flyttar till urbana miljöer för att tjäna pengar till sina familjer i norr genom sexarbete eller annan sysselsättning; om de gör det innan 18 års ålder kan de enligt en del statistik och enligt de thailändska lagarna då räknas som offer för människohandel för sexuella ändamål.
Terminologin är föremål för vissa meningsskiljaktigheter. USA:s justitiedepartement menar att begreppen barnprostitution och barnprostituerad (engelska: child prostitution och child prostitute) är problematiska, eftersom barn i allmänhet inte förväntas kunna fatta medvetna beslut i frågor rörande prostitution. De använder istället de alternativa benämningar kommersiellt sexuellt utnyttjande av barn och prostituerat barn (engelska: commercial sexual exploitarion of children , CSEC, och prostituted children). Andra organisationer använder termen barnsexarbetare (engelska: child sex worker), som en markering av att barn inte alltid är "passiva offer". Den engelskspråkiga förkortningen CSEC är vanligt förekommande i internationella texter.

## Orsaker och varianter
Barn tvingas ofta av de samhällsstrukturer de lever i och genom personer i deras närhet in i situationer där vuxna drar nytta av deras sårbarhet för att sexuellt utnyttja dem för kommersiell vinning. Strukturer och individer samverkar ofta för att tvinga eller övertala ett barn in i sexbranschen, exempelvis genom föregående sexuella övergrepp i barnets hem. Många är övertygade om att majoriteten av prostituerade barn befinner sig i Sydostasien och att de flesta av deras kunder är västerländska sexturister. Sociologen Louise Brown menar att de flesta av dessa barns kunder är boende i närområdet, och en FN-undersökning angav att barnprostitutionen i elva av tolv undersökta länder i första hand berörde lokala sexköpare.
En stor del av barnprostitutionen äger rum i Asien. Där fungerar den i många länder som en relativt eftersökt del av den allmänna prostitutionen, och ungdomlighet har ett extra värde för en sexarbetare oavsett hemmahörighet. I Asien är 12 till 16 år den mest eftertraktade åldern för en sexarbetare. En komplicerande faktor är också kulturella skillnader kring begrepp som "barn" och "vuxen", där många länder traditionellt inte känner den västerländska "vuxengränsen" vid 18 års ålder. I många asiatiska länder är barnäktenskap vanliga vid 14 till 16 års ålder, och där fungerar puberteten ofta som en starkare markör för inträdet i vuxenlivet. Många asiatiska tonårsflickor och kvinnor från etniska minoriteter eller låga samhällsklasser har extra svårt att kunna hävda sin vilja i förhållande till omgivningens krav och tilltänkta sexköpares önskemål. Trots detta är sexbranschen en bransch med relativt sätt högre inkomster, vilket bidrar till att sexarbetare (oavsett ålder) ibland lockas dit trots lagar, risker och socialt stigma. Vissa undersökningar har dock visat att stigmatiseringen av sexköpare kan vara tydligt mindre i Sydostasien än i Västvärlden.

## Omfattning
Siffror från Unicef, publicerade i den franska tidningen Marianne 2001, uppskattade att den globala mängden tonåriga och minderåriga prostituerade då var cirka 2 miljoner, och de potentiella kunderna cirka 200 000.

### Afrika
ILO uppskattade 2002 att cirka 48 miljoner afrikanska barn från söder om Sahara var inblandade i barnarbete av något slag. I Rwanda antogs då cirka 40 procent av alla minderåriga prostituerade ha förlorat båda sina föräldrar. Av Afrikas barnarbetare beräknades 2001 cirka 35 000 befinna sig i barnprostitution i Västafrika. En stor del av de minderåriga prostituerade i Västafrika är pojkar, enligt en studie publicerad 2017.

### Asien
Mellan 1990 och 2000 beräknades cirka 80 000 personer ha migrerat till Thailand, från Myanmar och den kinesiska provisen Yunan, i syfte att prostituera sig. Cirka 30 procent av de utländska prostituerade i Thailand beräknades 2001 vara yngre än 18 år. Många av Thailands prostituerade arbetade då i osäkra miljöer och under skuldslaveriliknande omständigheter.
Under 1990-talet antas mängden lokala sexköpare ha minskat i Thailand, genom en motsvarande ökning av mängden tillfälliga sexuella förbindelser (utanför sexbranschen).
I Indien antogs 2001 cirka 40 procent av de kvinnliga prostituerade ha börjat sälja sexuella tjänster före sin 18-årsdag. Även i Indien förutsätts flickor från landsbygden ofta, i framför allt det fattiga norra Indien, kunna bidra till familjens försörjning genom att prostituera sig. Denna praktik har stärks också genom den låga statusen hos kvinnor i det indiska samhället. Även i Indien är skuldslaveri, det vill säga ett tvång att sälja sex för att kunna betala av skulder, vanligt.
I Sri Lanka uppskattades antalet minderåriga prostituerade år 2001 vara högst 2 500. Dessa inkluderade en stor andel prostituerade pojkar mellan 12 och 14 års ålder. Siffran i Nepal beräknades vid samma tid vara cirka 5 000, och en dryg tredjedel av Nepals cirka 25 000 prostituerade beräknades 2001 ha börjat sälja sexuella tjänster runt 15 års ålder.

### Latinamerika
Barnprostitution är relativt vanligt förekommande i olika delar av Latinamerika. Denna verksamhet är ofta kontrollerad av organiserad brottslighet med koppling till narkotikasmuggling eller andra/olika typer av människohandel.
I likhet med i Asien är fattigdom ofta den drivande faktorn bakom prostitution, oavsett ålder.